# Alfred Van Allen
Pour les articles homonymes, voir Van Allen.
Alfred Van Allen (né le 30 mars 1915 à Newport dans le Minnesota aux États-Unis et mort le 27 août 1995 à Inver Grove Heights) est un joueur américain de hockey sur glace.

## Carrière
Il participe aux Jeux olympiques d'hiver de 1952 et remporte la médaille d'argent avec les États-Unis ; il dispute neuf rencontres au cours du tournoi.

## Titres et honneurs personnels
- Médaille d'argent aux Jeux olympiques de 1952 à Oslo en Norvège